# Nürnberger Hof (Fraktion)
Nürnberger Hof war die Bezeichnung einer seit September 1848 bestehenden politischen Fraktion der gemäßigten Linken in der Frankfurter Nationalversammlung.

## Name und Mitglieder
Wie bei den meisten Fraktionen der Nationalversammlung bezieht sich der Name auf den üblichen Versammlungsort der Fraktionsangehörigen, in diesem Fall den Nürnberger Hof in Frankfurt am Main.
Die Fraktion war eine gemäßigte Abspaltung der linken Fraktion Deutscher Hof um Bernhard Eisenstuck, Georg Friedrich Kolb, Wilhelm Loewe und Emil Adolf Roßmäßler. Ihre Mitglieder gewannen besondere Bedeutung bei der Reichsverfassungskampagne und der Aufrechterhaltung der Nationalversammlung als Rumpfparlament.
Von diesem linken Nürnberger Hof zu unterscheiden ist die gleichnamige Fraktion, die sich gegen Ende des Parlamentes vom erbkaiserlichen Weidenbusch abspaltete und die früheren Mitglieder des Württemberger Hofs und Neu-Westendhall sowie einzelne Abgeordnete der Fraktionen Landsberg und Augsburger Hof umfasste, also im linken Zentrum positioniert war. Dieser gehörten namentlich Karl Biedermann, Gabriel Riesser und Christian Friedrich Wurm an.